# Matter and Form
Matter and Form även kallad Matter + Form, är ett musikalbum från 2005 av VNV Nation. Skivan kom ut den 4 april 2005 på Anachron Records och den 12 april 2005 på Metropolis Records. Skivan nådde bland annat en sjundeplats på US Billboard Electronic Chart och en förstaplats på German Alternative Album Chart.
Albumet följdes av en tre månader lång turné, Formation Tour, som gick genom Europa och Nordamerika med ett sextiotal konserter.

## Låtlista
Samtliga låtar skrivna av Ronan Harris.
1. "Intro" - 1:27
2. "Chrome" - 4:40
3. "Arena" - 5:44
4. "Colours of Rain" - 4:05
5. "Strata" - 4:00
6. "Interceptor" - 3:24
7. "Entropy" - 5:16
8. "Endless Skies" - 5:55
9. "Homeward" - 5:33
10. "Lightwave" - 7:00
11. "Perpetual" - 7:53